# РЕД (фільм)
«РЕД» (англ. RED) — художній фільм Роберта Швентке в жанрі комедійного бойовика, що вийшов на екрани 14 жовтня 2010. Фільм є екранізацією однойменного коміксу, який створили Воррен Елліс та Каллі Гемнером і який вийшов у видавництві DC Comics. Сценарій за коміксом написали Джон Хібер і Ерік Хібер. Головну роль у фільмі виконує Брюс Вілліс.
Назва RED в оригіналі є абревіатурою фрази англ. «Retired, Extremely Dangerous», досл. «у відставці, вкрай небезпечний», а також відсиланням до назви коміксу Уоррена Елліса «Червоний» (Red).

## Сюжет
Френк Мозес (Вілліс), оперативник ЦРУ, після відставки спокійно живе, поки одного разу загін важкоозброєних бійців не приходить до нього в будинок. Він пускається у втечу, прихопивши з собою Сару (Паркер) — клерка своєї пенсійної контори, яка теж стала ціллю. Щоб розібратися що відбувається, Френк звертається до старих колег — таких же відставників, як і він.

## Створення фільму
У червні 2008 року компанія Summit Entertainment оголосила про свої плани екранізувати комікс Уоррена Елліса «Червоний». Перенесенням «Червоного» на великий екран зайнялися брати Ерік та Джон Хібер, які також працювали над екранізаціями «Біла імла» і «Аліса» . Основною ідеєю фільму є необхідність старого складу оперативників боротися з молодшими і більш вмілими агентами, які, до того ж, ще й озброєні за останнім словом техніки. Продюсером фільму виступає Лоренцо Дібонавентура. У липні 2009 року повідомлялося, що Морган Фрімен веде переговори з приводу знімання у фільмі разом з Брюсом Віллісом. У листопаді 2009 року повідомлялося, що Хелен Міррен буде зніматися у фільмі разом з Фріменом і Віллісом.

## Відгуки
На Rotten Tomatoes фільм має 70 % позитивних рецензій кінокритиків з 171. На Metacritic фільм отримав 61 бал зі 100 на основі 37 рецензій.

## У ролях
- Брюс Вілліс —  Френк Моусес
- Морган Фрімен —  Джо Метісон
- Джон Малкович —  Марвін Боггс
- Хелен Міррен —  Вікторія Вінслов
- Карл Урбан —  Вільям Купер
- Мері-Луїз Паркер —  Сара Росс
- Ребекка Піджен —  Синтія Вілкс
- Брайан Кокс —  Іван Сіманов
- Річард Дрейфус —  Олександр Даннінг
- Джуліан Макмехон —  віце-президент Роберт Стентон
- Джеймс Ремар —  Гебріел Лоб
- Ернест Боргнайн —  Генрі

## Кіноляпи
- На гербі в будівлі посольства Російської Федерації зображений одноголовий орел. І орел і вершник на щиті нагадують польську геральдичну символіку.